# 2015-ös szlovéniai népszavazás
2015. december 20-án Szlovéniában népszavazást tartottak az azonos neműek házasságkötésének törvényesítéséről. A szavazók többsége a törvényesítés ellen szavazott.

## Előzmények
2015. március 3-án a szlovén parlament megszavazott egy törvényjavaslatot, amely a házasságot két ember kapcsolataként határozta volna meg. A „Gyermekeinkről van szó” (Za otroke gre) konzervatív szervezetnek a katolikus, az ortodox és az iszlám egyház támogatásával sikerült elegendő számú aláírást összegyűjtenie egy népszavazáshoz. Habár az alkotmánybíróság korábban kimondta, hogy emberi jogokat érintő kérdésekről nem lehet népszavazást tartani, most nem ellenezte.
2012-ben egy homofób szervezet kezdeményezésére népszavazást tartottak a bejegyzett élettársi kapcsolat jogai kibővítésének visszavonásáról, amelyen szintén nem szavazták meg az azonos nemű párok jogainak előmozdítását.

## Közvélemény-kutatások
A Delo Stik egy 2015 februári kutatása szerint a szlovének 51 százaléka támogatta a törvényjavaslatot, amit éppen akkor vitatott a parlament, míg 42 százaléka ellenezte.
A Ninamedia egy 2015 márciusi mérése szerint a válaszadók 42 százaléka támogatta a új törvényt, míg 54 százaléka ellenezte. A támogatás a legmagasabb a 30 évesnél fiatalabb korosztályban és a Partvidéken volt.
Egy 2015 novemberi kutatás szerint a válaszadók 46 százaléka támogatta, 54 százaléka ellenezte a törvényt. A kutatás jelentős eltérést mutat különböző csoportok között. A nők, az ateisták és a városi lakosság körében jóval nagyobb volt a támogatás, mint a férfiak, a katolikusok és a vidéki lakosság körében.
| Idő    | Intézet    | Mellette | Ellene | Bizonytalan |
| ------ | ---------- | -------- | ------ | ----------- |
| Idő    | Intézet    |          |        | Bizonytalan |
| 18 Dec | Ninamedia  | 38,3%    | 49,5%  | 12,2%       |
| 16 Dec | Episcenter | 48,5%    | 51,5%  | 0%          |
| 16 Dec | Delo       | 43%      | 40%    | 17%         |
| 30 Nov | Večer      | 48%      | 45,7%  | 6,3%        |
| 30 Nov | Delo       | 42%      | 41%    | 17%         |
| 22 Nov | Episcenter | 46%      | 54%    | 0%          |
| 14 Mar | Ninamedia  | 42%      | 54%    | 4%          |
| 16 Feb | Delo       | 51%      | 42%    | 7%          |

## Eredmények
A népszavazáson az ellenszavazatok győztek és ezek száma több volt, mint a szavazásra jogosultak 20%-a, így a népszavazás érvényes volt és a törvényt visszavonták.
| A népszavazás eredményei                                                                 |           |                                   |
| Szavazásra jogosultak                                                                    | 1 715 518 | 100%                              |
| Leadott szavazatok                                                                       | 623 489   | 36,34%                            |
| Érvényes szavazatok                                                                      | 621 133   | 99,62%                            |
| Ellen                                                                                    | 394 482   | 63,51% az érvényes szavazatokból  |
| Ellen                                                                                    | 394 482   | 22,99% a szavazásra jogosultakból |
| Mellett                                                                                  | 226 651   | 36,49% az érvényes szavazatokból  |
| Mellett                                                                                  | 226 651   | 13,21% a szavazásra jogosultakból |
| Érvénytelen szavazatok                                                                   | 2 356     | 0,38%                             |
| forrás: https://web.archive.org/web/20151222102833/http://www.volitve.gov.si/referendum/ |           |                                   |